# Иванов, Степан Александрович
Степан Александрович Иванов (15 октября 1896 года, дер. Юрино, Боровичский уезд, Новгородская губерния — 6 июня 1960 года, Ленинград) — советский военный деятель, генерал-майор (4 июня 1940 года).

## Начальная биография
Степан Александрович Иванов родился 15 октября 1896 года в деревне Юрино ныне Боровичского района Новгородской области.

## Военная служба

### Первая мировая и гражданская войны
В августе 1915 года призван в ряды Русской императорской армии и направлен в Малоархангельский 292-й пехотный полк в составе 73-й пехотной дивизии, где после окончания учебной команды был назначен на должность командира отделения. 11 марта в ходе боя под Якобштадтом был легко ранен, а 21 июля, во время Брусиловского прорыва, в районе Любашева — тяжело, после чего был направлен на лечение в госпиталь. После излечения в январе 1917 года направлен в дислоцированный в Орле 203-й запасной пехотный полк, где был избран председателем батальонного и полкового комитетов, а также членом гарнизонного комитета. В июле дезертировал и после обращения к Боровичскому уездному воинскому начальнику с сентября служил в местной караульной службе. 10 декабря был избран комиссаром Боровичского уездного комиссариата.
В апреле 1918 года Иванов направлен красноармейцем в 5-ю батарею в составе 109-й артиллерийской бригады, в сентябре был назначен на должность начальника агитационно-вербовочного отдела Повенецкого уездного военкомата, а в апреле 1919 года — на должность начальника Повенецкого боевого участка. Принимал участие в боевых действиях на мурманском направлении против войск под командованием Е. К. Миллера. С мая того же года служил на должностях начальника политпросветотделов Херсонского и Вознесенского военкоматов и принимал участие в боевых действиях против войск под командованием П. Н. Врангеля.

### Межвоенное время
В апреле 1920 года Иванов назначен на должность начальника политотдела Олонецкого губернского военкомата, а в июле 1921 года направлен на учёбу в Коммунистический университет имени Я. М. Свердлова, где одновременно служил на должности помощника командира ЧОН по строевой части. В 1922 году в связи с прекращением учёбы по болезни был назначен на должность заведующего партийным отделом Вытегорского уездного комитета ВКП(б).
В октябре 1923 года С. А. Иванов был переведён в пограничные войска ВЧК/ОГПУ и в январе 1924 года назначен на должность инспектора Бакинского пограничного отряда. В октябре того же года направлен на учёбу в Высшую пограничную школу ОГПУ, после окончания которой в сентябре 1925 года направлен в 4-ю пограничную школу ОГПУ, где служил на должностях помощника начальника учебно-строевой и политической части, начальника школы по политической части. В сентябре 1926 года вернулся в Высшую пограничную школу, где служил на должностях преподавателя и руководителя группы по военным дисциплинам.
В марте 1928 года направлен на учёбу в Военную академию имени М. В. Фрунзе, после окончания которой в июле 1932 года был назначен на должность начальника штаба 1-й пограничной школы войск ОГПУ, в январе 1933 года — на должность начальника 3-го отделения 2-го отдела Управления пограничной охраны и войск ОГПУ, в марте 1934 года — на должность начальника отделения боевой подготовки и вооружения Управления пограничной охраны и войск НКВД Северо-Кавказского края, в феврале 1936 года — на должность преподавателя специальных дисциплин Высшей пограничной школы войск НКВД, а в ноябре 1938 года — на должность начальника 3-го отдела Управления внутренних войск НКВД.
Полковник Степан Александрович Иванов в марте 1939 года назначен на должность командира 2-й дивизии войск НКВД по охране железнодорожных сооружений, которая вскоре участвовала в боевых действиях в ходе советско-финской войны.

### Великая Отечественная война
С началом войны 7 июля 1941 года назначен на должность командира 256-я стрелковая дивизия, формировавшейся на ст. Софрино (Пушкинский район, Московская область) и в середине месяца передислоцированной в район Демянска, где вскоре принимала участие в боевых действиях в ходе Смоленского сражения.
24 сентября назначен на должность командира 257-й стрелковой дивизии, которая к этому времени вышла из окружения в районе озера Селигер. 16 октября дивизия была расформирована, а генерал-майор Иванов 25 ноября был назначен на должность командира 240-й стрелковой дивизии, которая после тяжёлых оборонительных боевых действий на Украине находилась в Купянске (Сталинградский военный округ) на пополнении личным составом. 18 января 1942 года дивизия была включена в резерв Брянского фронта и с февраля вела оборону на мценском направлении. 29 апреля Иванов был снят от занимаемой должности и направлен в распоряжение Главного управления кадров НКО, а с 25 июня — в распоряжение Военного совета Калининского фронта. 6 июля назначен на должность представителя Военного совета 41-й армии, после чего принимал участие в боевых действиях в районе Вышегоры, м. Большое Нестерово, м. Высокино.
В августе назначен на должность начальника 2-го Московского пулемётного училища, а в феврале 1943 года был направлен в распоряжение Военного совета Северо-Кавказского фронта, где в марте был назначен на должность заместителя командира 23-го стрелкового корпуса, однако в августе был зачислен в распоряжение Главного управления кадров и в ноябре был назначен на должность заместителя командира 104-й стрелковой дивизии (Карельский фронт). 27 февраля 1944 года Иванов был отстранён от занимаемой должности и направлен в распоряжение Военного совета фронта, а в июне — вновь в распоряжение Главного управления кадров.
В сентябре 1944 года назначен на должность заместителя командира 44-й запасной стрелковой дивизии в составе Уральского военного округа.

### Послевоенная карьера
После окончания войны находился на прежней должности.
Генерал-майор Степан Александрович Иванов в октябре 1945 года вышел в запас. Умер 6 июня 1960 года в Ленинграде.

## Награды
- Орден Ленина (30.04.1945);
- Два ордена Красного Знамени (07.04.1940, 21.11.1945);
- Медали;

- Почётное оружие.